# .es
.es е интернет домейн от първо ниво за Испания. Администрира се от Мрежовия информационен център на Испания.
.es домейните не използват конвенционален Whois сървър, работещ на порт 43, но WHOIS запитвания може да бъдат извършвани от сайта на ESNIC.

## Правила при регистрация
Специфични правила при регистрацията на домейн от типа .es:
- При регистрацията на домейн от типа .es е нужно да се предоставят данни за контакт в следните категории – регистрант, администратор, технически и финансов отговорник.
- Регистранта на домейн от типа .es може да бъде както физическо, така и юридическо лице.
- Информацията за контакт на домейн от типа .es не може да бъде променяна след регистрация.
- Контактите, посочени като администратор, технически и финансов отговорник е задължително да бъдат физически лица
- Определени .es домейни са забранени за регистрация от испанското правителство[3]

## Домейни от второ ниво
- .com.es – за юридически лица (без ограничения за регистрация)
- .nom.es – за собствени имена (без ограничения за регистрация)
- .org.es – за организации с некомерсиални цели (без ограничения за регистрация)
- .gob.es – за правителствени организации
- .edu.es – за образователни институции